# Hazugságok gyűrűjében
A Hazugságok gyűrűjében (eredeti címén: Son - Vége), egy 2012-ben készített török televíziós sorozat, amely először 2012. január 9-e és 2012. június 25-e között került adásba az Atv csatornán. Magyarországon a TV2 mutatta be 2013. július 17-én.

## Történet
|  | Alább a cselekmény részletei következnek! |

Aylin és Selim boldog házasságban élnek fiúkkal Ömerrel. Ám egy nap Aylinnak rá kell döbbennie, hogy semmi sem az, mint aminek látszik. A repülőgép, amellyel a férje elutazott, lezuhant. Néhány nappal később kiderült, hogy Selim neve nem szerepel az utaslistán. A biztonsági kamerák felvételei szerint egy nővel és egy kisfiúval találkozott. Utána eltűnt.
|  | Itt a vége a cselekmény részletezésének! |

## Szereplők

### Főszereplők
| Színész(nő)           | Szerep       | Megjegyzés                                                    | Magyar hang  |
| --------------------- | ------------ | ------------------------------------------------------------- | ------------ |
| Yiğit Özşener         | Selim Karan  | Orvos, Aylin férje, Ömer édesapja, Halil barátja              | Holl Nándor  |
| Nehir Erdoğan         | Aylin Karan  | Építész, Selim felesége, Ömer édesanyja                       | Kelemen Kata |
| Engin Altan Düzyatan  | Halil        | Építész, Ali testvére, Selim barátja                          | Láng Balázs  |
| Berrak Tüzünataç      | Alev         | Fotós, Halil felesége                                         |              |
| Erkan Can             | Ali          | Rendőr, Halil testvére, Selim fogadott testvére, Feride férje | Orosz István |
| Uğur Polat            | Kudret       |                                                               |              |
| Ülkü Duru             | Feride       | Ali felesége                                                  | Illyés Mari  |
| Ahmet Levendoğlu      | Asım         | Selen édesapja                                                |              |
| Sezai Altekin         |              |                                                               |              |
| Levent Can            | Gizemli Adam |                                                               |              |
| Philip Arditti        | Majit        | Selen exbarátja                                               |              |
| Aylin Aslım           | Selen        | Asım lánya                                                    |              |
| Serap Sağlar          |              |                                                               |              |
| Aysan Sümercan        |              |                                                               |              |
| Yılmaz Şerif          |              |                                                               |              |
| Baran Akbulut         | Nihat        |                                                               |              |
| Olgun Toker           |              |                                                               |              |
| Emir Geylan           | Ömer Karan   | Aylin és Selim fia                                            |              |
| Martin Turner         | Simon        |                                                               |              |
| Güneş Hayat           |              |                                                               |              |
| İlhami Adsal          |              |                                                               |              |
| Elena Viunova         | Nadia        |                                                               |              |
| Mehrnoosh Esmaelipour | Leyla        |                                                               |              |
| Vahdet Çakar          |              |                                                               |              |
| Kuzey Yücehan         |              |                                                               |              |
| Ergun Kuyucu          |              |                                                               |              |

### Vendég- és mellékszereplők
- Ahmet Yağiz Turncalı
- Ahmet Olgun Sunear
- Ali Şekeroğlu
- Aytun Kurtulmuş
- Bahadir Gökçek
- Behlice Kiliçer
- Birol Bağci
- Enmis Artanoğlu
- Eren Karasoy
- İrem Nur Gençöz
- Mert Karasoy
- Nuri Tekin Karaman
- Tanser Yılmaztürk